# 까마우
까마우시(베트남어: Thành phố Cà Mau / 城舖歌毛)는 베트남 까마우성의 도시로, 해발 고도는 20m, 넓이는 250.3km2이다. 호찌민 시에서 약 360km 정도 떨어진 곳에 위치하며 버스로 6시간 30분에서 8시간 정도 소요된다. 시내에서 6km 정도 떨어진 곳에 까마우 공항이 위치해 있다.

## 역사
현재의 까마우 지역은 한때 부남 왕국의 영토였다. 부남은 라오스, 캄보디아, 동쪽으로 태국까지, 그리고 베트남 남부를 포함한 왕국이었다. 이 지역은 이후 찬라 왕국(베트남어 : 쩐랍)과 크메르 제국(캄보디아, 태국 동부와 베트남 남부 포함)의 일부가 되었다. 1757년, 까마우성(크메르어로 ‘검은 땅’)에 속한 이 땅은 찬랍왕에 의해 응우옌 왕조에 양도되었다. 이 땅에는 크메르, 중국, 베트남의 초기 주민들이 살고 있었다. 
프랑스 식민지 시대에 까마우는 작은 마을이었다. 
베트남 전쟁 동안, 까마우 인근 지역은 미군과 월남군에 대항해 하노이를 근거지로 게릴라 활동을 벌이던 베트콩의 요새였다. 
1975년 이후, 까마우는 민하이성(까마우와 박리에우성이 포함)의 행정 중심지가 되었다. 
1995년 까마우는 민하이성에서 분리되어 까마우성이 되었다. 1999년에 까마우 시사를 총리령으로 3급 도시로 승격했고, 2010년 총리령으로 카마우는 2급 도시로 승격되었다.

## 행정구역
까마우시는 10개의 프엉(坊)과 7개의 싸(社)가 있다.

### 프엉
- 1 방 (Phường 1)
- 2 방 (Phường 2)
- 4 방 (Phường 4)
- 5 방 (Phường 5)
- 6 방 (Phường 6)
- 7 방 (Phường 7)
- 8 방 (Phường 8)
- 9 방 (Phường 9)
- 떤타인 (Tân Thành / 新城)
- 떤쑤옌 (Tân Xuyên / 新川)

### 싸
- 안쑤옌 (An Xuyên / 安川)
- 딘빈 (Định Bình / 定平)
- 화떤 (Hòa Tân /和新)
- 화타인 (Hòa Thành /和城)
- 리이반럼 (Lý Văn Lâm /李文林)
- 딱반 ( Tắc Vân /稷雲)
- 떤타인 ( Tân Thành / 新城)

## 기후
| 까마우시의 기후                    | 까마우시의 기후 | 까마우시의 기후 | 까마우시의 기후 | 까마우시의 기후 | 까마우시의 기후 | 까마우시의 기후 | 까마우시의 기후 | 까마우시의 기후 | 까마우시의 기후 | 까마우시의 기후 | 까마우시의 기후 | 까마우시의 기후 | 까마우시의 기후 |
| 월                                 | 1월             | 2월             | 3월             | 4월             | 5월             | 6월             | 7월             | 8월             | 9월             | 10월            | 11월            | 12월            | 연간            |
| ---------------------------------- | --------------- | --------------- | --------------- | --------------- | --------------- | --------------- | --------------- | --------------- | --------------- | --------------- | --------------- | --------------- | --------------- |
| 역대 최고 기온 °C (°F)             | 35.2 (95.4)     | 36.2 (97.2)     | 36.8 (98.2)     | 38.3 (100.9)    | 38.2 (100.8)    | 35.9 (96.6)     | 34.7 (94.5)     | 34.2 (93.6)     | 34.4 (93.9)     | 33.9 (93.0)     | 33.6 (92.5)     | 33.1 (91.6)     | 38.3 (100.9)    |
| 일평균 최고 기온 °C (°F)           | 30.6 (87.1)     | 31.4 (88.5)     | 32.9 (91.2)     | 34.0 (93.2)     | 33.2 (91.8)     | 31.8 (89.2)     | 31.4 (88.5)     | 31.1 (88.0)     | 31.0 (87.8)     | 30.8 (87.4)     | 30.5 (86.9)     | 29.8 (85.6)     | 31.5 (88.7)     |
| 일일 평균 기온 °C (°F)             | 25.3 (77.5)     | 25.9 (78.6)     | 27.1 (80.8)     | 28.1 (82.6)     | 28.0 (82.4)     | 27.4 (81.3)     | 27.3 (81.1)     | 27.1 (80.8)     | 27.0 (80.6)     | 26.8 (80.2)     | 26.5 (79.7)     | 25.6 (78.1)     | 26.8 (80.2)     |
| 일평균 최저 기온 °C (°F)           | 22.5 (72.5)     | 22.6 (72.7)     | 23.5 (74.3)     | 24.5 (76.1)     | 25.2 (77.4)     | 24.9 (76.8)     | 24.7 (76.5)     | 24.6 (76.3)     | 24.7 (76.5)     | 24.6 (76.3)     | 24.2 (75.6)     | 23.0 (73.4)     | 24.1 (75.4)     |
| 역대 최저 기온 °C (°F)             | 15.3 (59.5)     | 16.9 (62.4)     | 18.1 (64.6)     | 19.0 (66.2)     | 21.9 (71.4)     | 21.1 (70.0)     | 21.2 (70.2)     | 21.3 (70.3)     | 21.7 (71.1)     | 21.4 (70.5)     | 19.7 (67.5)     | 16.8 (62.2)     | 15.3 (59.5)     |
| 평균 강수량 mm (인치)              | 18 (0.7)        | 12 (0.5)        | 33 (1.3)        | 111 (4.4)       | 262 (10.3)      | 343 (13.5)      | 331 (13.0)      | 366 (14.4)      | 344 (13.5)      | 357 (14.1)      | 189 (7.4)       | 62 (2.4)        | 2,427 (95.6)    |
| 평균 강수일수                      | 3.5             | 1.6             | 3.3             | 8.3             | 17.8            | 21.7            | 22.2            | 22.6            | 22.8            | 23.1            | 16.0            | 9.0             | 171.9           |
| 평균 상대 습도 (%)                 | 80.9            | 79.7            | 78.4            | 79.1            | 84.3            | 86.6            | 86.7            | 87.4            | 87.7            | 88.2            | 86.2            | 82.8            | 84.0            |
| 평균 월간 일조시간                 | 241             | 240             | 267             | 233             | 177             | 145             | 160             | 149             | 146             | 153             | 183             | 206             | 2,300           |
| 출처: 베트남 과학 기술 양성 연구소 |                 |                 |                 |                 |                 |                 |                 |                 |                 |                 |                 |                 |                 |

## 교통
- 까마우 공항
- 국도 제1A호선